# Burgplatz 1 (Weimar)

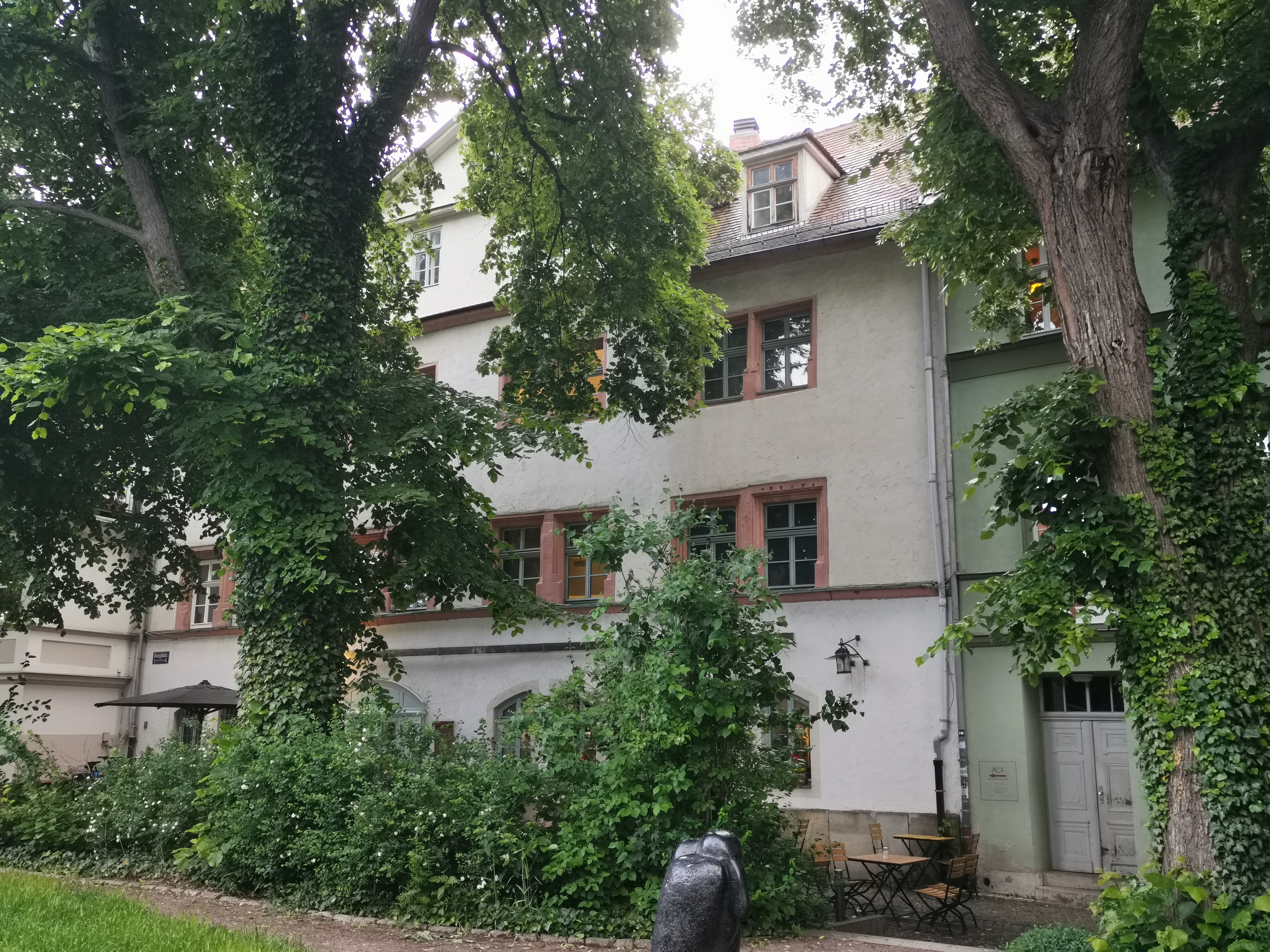
Burgplatz 1

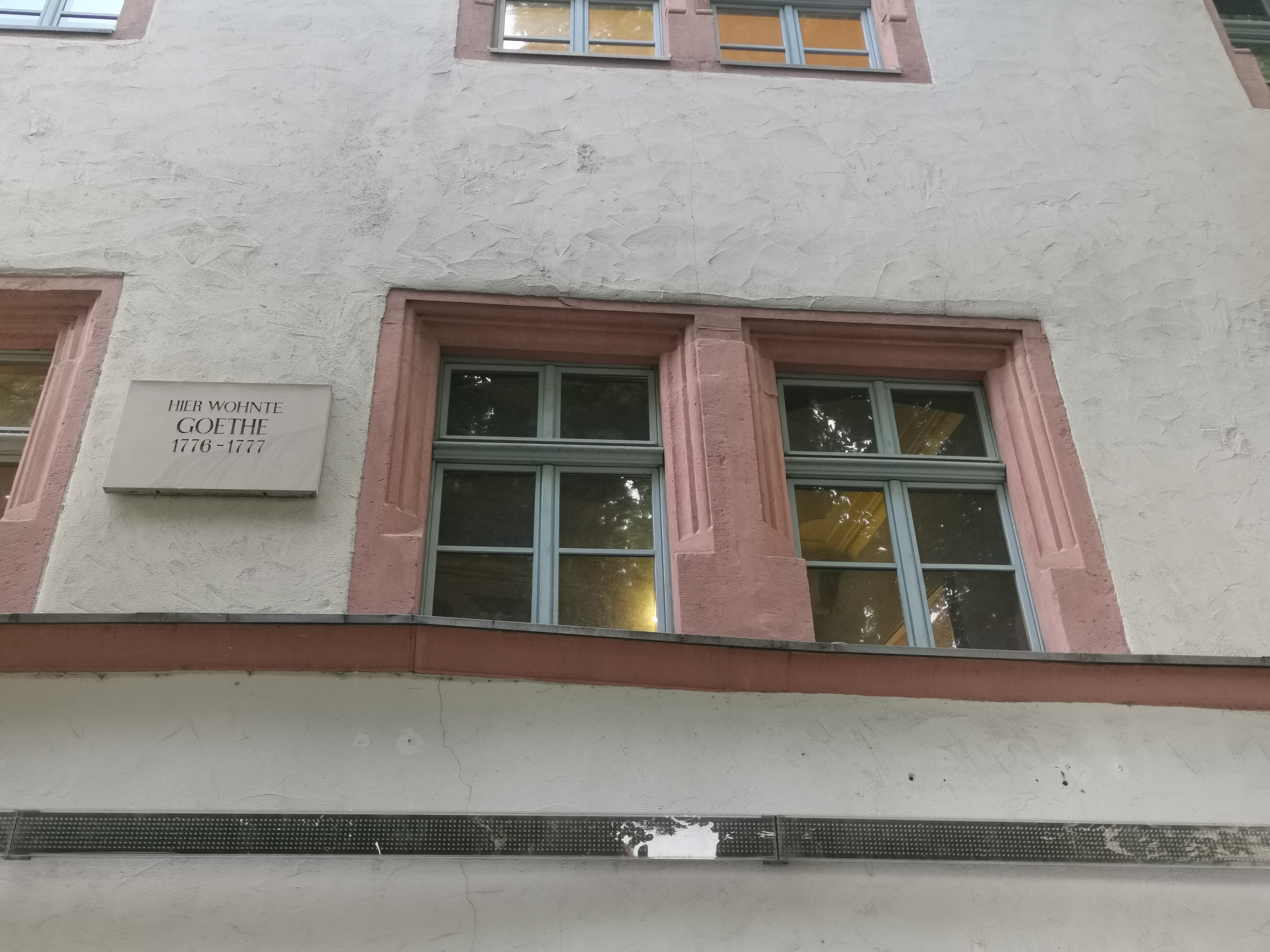
Gedenktafel für Johann Wolfgang von Goethe

Das Haus Burgplatz 1 ist ein über vierhundert Jahre altes Renaissance-Haus in Weimar.
Bei dem Gebäude handelt es sich um das einstige sog. Albrechtsche Freihaus. Es gehörte zur Goethe-Zeit dem Hof- und Stallkassierer [Heinrich] Carl König, Goethes erstem Weimarer Vermieter. Über König ist sonst nichts bekannt. Goethe bezog seine Zimmer am 18. März 1776. Damit war es die erste Wohnung Goethes in Weimar, die er bis Ostern 1777 nutzte. Dann zog er in das Gartenhaus. Goethe konnte von seiner Wohnung aus direkt die Ruine des 1774 abgebrannten Weimarer Stadtschlosses sehen. Eine Gedenktafel erinnert daran. Er wohnte nach seiner Ankunft in Weimar 1775 im Sächsischen Hof. Dieses Gebäude ist einer der wenigen 1834 nicht abgebrannten Renaissancebauten. Nach 1834 hatte der Oberbaumeister Clemens Wenzeslaus Coudray umfassend Platz für eine neue Stadtbebauung in diesem Bereich, weil ein Stadtbrand diesen Platz schuf. Die benachbarten Bauten Coudrays wie das Café Resi wurden im klassizistischen Stil ausgeführt. Durch einen Wanddurchbruch gehört Goethes Wohnzimmer als „Goethe-Zimmer“ nun zum Resi. Bemerkenswert an dem mehrgeschossigen Gebäude am Burgplatz 1 ist der Dreiecksgiebel. Es fügt sich nahtlos in die benachbarten Bebauungen der 1830er Jahre ein.
Das Gebäude steht auf der Liste der Kulturdenkmale in Weimar.
Auf dem Spielplatz davor befindet sich Anne-Katrin Altweins Odins Raben und die Midgardschlange.
In diesem Gebäude befindet sich die Galerie mit Restaurant und Café ACC. Das ACC (Autonomes Cultur Centrum) besteht seit 1992. Seine Geschichte begann aber bereits 1988.  Vormals war es ein besetztes Gebäude. Auch in dieser Zeit fanden in dem Haus bzw. auf dem Platz davor Veranstaltungen statt. Gründer der Galerie ist u. a. Frank Motz.